# Blancas (kommunhuvudort)
Blancas är en kommunhuvudort i Spanien.   Den ligger i provinsen Provincia de Teruel och regionen Aragonien, i den centrala delen av landet, 190 km öster om huvudstaden Madrid. Blancas ligger 1 050 meter över havet och antalet invånare är 165.
Terrängen runt Blancas är platt åt nordost, men åt sydväst är den kuperad. Terrängen runt Blancas sluttar österut. Runt Blancas är det mycket glesbefolkat, med 5 invånare per kvadratkilometer. Närmaste större samhälle är Calamocha, 19,4 km nordost om Blancas. Trakten runt Blancas består till största delen av jordbruksmark.